# 车由岛
车由岛，位于中华人民共和国华东地区山东半岛以北的渤海海峡中部海域，是庙岛群岛（长山列岛）中部岛群中的一座岛屿。车由岛原属山东省长岛县管辖，2020年长岛县与蓬莱市合并成立了烟台市蓬莱区，现车由岛属于烟台市蓬莱区管辖，无常住居民。

## 地理
车由岛位于庙岛中部东部海域，呈长条形，南北走向，长约640米，宽约100米。面积0.0537平方千米，海岸线长约1.51千米。最高点位于岛北部，海拔73.5米。岛周边皆为悬崖峭壁，地形险峻。